# Englische Cricket-Nationalmannschaft in Australien in der Saison 1976/77
Die Tour der englischen Cricket-Nationalmannschaft nach Australien in der Saison 1976/77 fand vom 12. bis zum 17. März 1977 statt. Die internationale Cricket-Tour war Bestandteil der Internationalen Cricket-Saison 1976/77 und umfasste einen Test. Australien gewann die Serie 1–0.

## Vorgeschichte
Australien spielte zuvor eine Tour gegen Pakistan, England in Indien.
Das letzte Aufeinandertreffen der beiden Mannschaften bei einer Tour fand in der Saison 1975 in England statt.
Hintergrund dieser Begegnung war das 100-jährige Jubiläums des ersten Tests in Australien zwischen den beiden Mannschaften.

## Stadion
Das folgende Stadion wurde für die Tour als Austragungsort vorgesehen.
| Stadion                  | Stadt     | Kapazität | Spiele  |
| ------------------------ | --------- | --------- | ------- |
| Melbourne Cricket Ground | Melbourne | 100.024   | 1. Test |

## Kaderlisten
| Test | Test |
| Australien | England |
| --- | --- |
| - Greg Chappell (K) - Ray Bright - Gary Cosier - Ian Davis - Gary Gilmour - David Hookes - Dennis Lillee - Rod Marsh (wk) - Rick McCosker - Kerry O’Keeffe - Max Walker - Doug Walters | - Tony Greig (K) - Dennis Amiss - Graham Barlow - Mike Brearley - Keith Fletcher - Alan Knott (wk) - John Lever - Chris Old - Derek Randall - Derek Underwood - Bob Willis - Bob Woolmer |

## Test in Melbourne
| 12. – 17. März Scorecard | Melbourne | Australien 138 (43.6) & 419-9d (96.6) | – | England 95 (34.3) & 417 (112.4) |
|                          |           | Australien gewinnt mit 45 Runs        |   |                                 |

England gewann den Münzwurf und entschied sich als Feldmannschaft zu beginnen. Australien verlor früh seine Eröffnungs-Batter, bevor Gary Cosier zusammen mit Greg Chappell eine Partnerschaft bildete. Cosier erreichte 10 Runs und in der Folge fügte David Hookes 17 und Rod Marsh 28 Runs hinzu. Als Dennis Lillee aufs Feld kam, schied Chappell nach 40 Runs aus. Lillee beendete daraufhin das Innings ungeschlagen mit 10* Runs. Beste englische Bowler waren Derek Underwood mit 3 Wickets für 16 Runs und Chris Old mit 3 Wickets für 39 Runs. Für England beendete Eröffnungs-Batter Mike Brearley den tag beim Stand von 29/1. Am zweiten Spieltag schied Brearley nach 12 Runs aus und es dauerte bis Tony Greig und Alan Knott eine weitere Partnerschaft formten. Greig gelangen 18 Runs und für ihn kam John Lever aufs Feld. Knott erreichte 15 Runs und Lever verlor das letzte Wicket des Innings nach 11 Runs, womit England einen Rückstand von 43 Runs nach dem ersten Innigns aufwies. Die australischen Wickets erzielten Dennis Lillee mit 6 Wickets für 26 Runs und Max Walker mit 4 Wickets für 54 Runs. Für Australien formten die Eröffnungs-Batter Ian Davis und Kerry O’Keeffe eine Partnerschaft. O’Keeffe erreichte 14 Runs und an der Seite von Davis folgte Doug Walters, die zusammen den tag beim Stand von 104/3 beendeten. Am dritten Spieltag gelang Davis ein Fifty über 68 Runs und wurde gefolgt durch David Hookes. Auch Walters erreichte ein Fifty über 66 Runs und wurde durch Rod Marsh ersetzt. Hookes erzielte ein Fifty über 56 Runs, woraufhin Gary Gilmour 16 und Dennis Lille 25 Runs gelangen. Als Rick McCosker aufs Feld kam, der einen Tag nach gebrpchenem Kiefer im Krankenhaus verbracht hatte, endete der Tag beim Stand von 387/8. Nach einem Ruhetag schied McCosker am vierten Spieltag nach 25 Runs aus. Australien deklarierte das Innings als Marsh ein Century über 110* Runs aus 173 Bällen erreicht hatte und so die Vorgabe auf 463 Runs erhöhte. Bester englischer Bowler war Chris Old mit 4 Wickets für 104 Runs. Für England begannen Bob Woolmer und Mike Brearley. Woolmer erreichte 12 Runs, bevor ihm Derek Randall folgte. Brearley schied nach 43 Runs aus und wurde gefolgt durch Dennis Amiss der zusammen Mit Randall den Tag beim Stand von 191/2 beendete. Am fünften Spieltag erzielte Amiss ein Fifty über 64 Runs. Für ihn kam Tony Greig aufs Feld und Randall verlor sein Wicket nach einem Century über 174 Runs aus 353 Bällen. Für ihn folgte Alan Knott aufs Feld, bevor auch Greig nach 41 Runs ausschied. Knott verlor dann das letzte Wicket des Innings nach 42 Runs, womit England das Spiel verlor. Beste australsiche Bowler waren Dennis Lillee mit 5 Wickets für 139 Runs und Kerry O’Keeffe mit 3 Wickets für 108 Runs. Als Spieler des Spiels wurde Derek Randall ausgezeichnet.